# Fase final da Copa Libertadores da América de 2015
A fase final da Copa Libertadores da América de 2015 compreendeu as disputas de oitavas de final, quartas de final, semifinal e final. As equipes se enfrentaram em jogos eliminatórios de ida e volta em cada fase, e a que somasse mais pontos se classificaria a fase seguinte.

## Critérios de desempate
Se em um cruzamento as determinadas equipes igualassem em pontos, o primeiro critério de desempate seria o saldo de gols. Caso empatassem no saldo, o gol marcado na casa do adversário entraria em consideração. Persistindo o empate, a vaga seria decidida em disputa por pênaltis.

## Classificação geral
Para determinar todos os cruzamentos da fase final, foi levado em conta o desempenho das equipes na segunda fase. As equipes que finalizaram em primeiro lugar nos grupos dividiram-se de 1º a 8º e as equipes que se classificaram em segundo lugar nos grupos, de 9º a 16º. A melhor equipe enfrentou a 16ª, a 2ª contra a 15ª, e assim sucessivamente.
| Pos. | Primeiros dos grupos | Pts | SG  | GP |
| ---- | -------------------- | --- | --- | -- |
| 1    | Boca Juniors         | 18  | +17 | 19 |
| 2    | Tigres UNAL          | 14  | +9  | 16 |
| 3    | Internacional        | 13  | +6  | 13 |
| 4    | Corinthians          | 13  | +6  | 9  |
| 5    | Racing               | 12  | +8  | 15 |
| 6    | Santa Fe             | 12  | +5  | 10 |
| 7    | Atlético Nacional    | 11  | +5  | 12 |
| 8    | Cruzeiro             | 11  | +5  | 8  |

| Pos. | Segundos dos grupos    | Pts | SG | GP |
| ---- | ---------------------- | --- | -- | -- |
| 9    | São Paulo              | 12  | +5 | 9  |
| 10   | Emelec                 | 10  | +4 | 9  |
| 11   | Estudiantes            | 10  | +4 | 7  |
| 12   | Montevideo Wanderers   | 10  | +1 | 9  |
| 13   | Guaraní                | 9   | +2 | 12 |
| 14   | Atlético Mineiro       | 9   | +1 | 5  |
| 15   | Universitario de Sucre | 9   | +1 | 4  |
| 16   | River Plate            | 7   | +1 | 8  |

## Oitavas de final
| Chave | Equipe 1          | Total       | Equipe 2               | Ida | Volta  |
| ----- | ----------------- | ----------- | ---------------------- | --- | ------ |
| A     | Boca Juniors      | 0–1         | River Plate            | 0–1 | 0–0[a] |
| B     | Tigres UNAL       | 3–2         | Universitario de Sucre | 2–1 | 1–1    |
| C     | Internacional     | 5–3         | Atlético Mineiro       | 2–2 | 3–1    |
| D     | Corinthians       | 0–3         | Guaraní                | 0–2 | 0–1    |
| E     | Racing            | 3–2         | Montevideo Wanderers   | 1–1 | 2–1    |
| F     | Santa Fe          | 3–2         | Estudiantes            | 1–2 | 2–0    |
| G     | Atlético Nacional | 1–2         | Emelec                 | 0–2 | 1–0    |
| H     | Cruzeiro          | 1–1 (4–3 p) | São Paulo              | 0–1 | 1–0    |

### Chave A
| 7 de maio     | River Plate       | 1 − 0     | Boca Juniors | Estádio Monumental de Núñez, Buenos Aires |
| 21:00 (UTC−3) | Sánchez 81' (pen) | Relatório |              | Árbitro: ARG Germán Delfino               |

| 14 de maio    | Boca Juniors | 0 – 0[a]  | River Plate | Estádio La Bombonera, Buenos Aires |
| 21:00 (UTC−3) |              | Relatório |             | Árbitro: ARG Darío Herrera         |

### Chave B
| 28 de abril   | Universitario de Sucre | 1 − 2     | Tigres UNAL               | Estádio Olímpico Patria, Sucre |
| 20:30 (UTC−4) | González 1'            | Relatório | Esqueda 54' · Álvarez 62' | Árbitro: ARG Patricio Loustau  |

| 5 de maio     | Tigres UNAL            | 1 − 1     | Universitario de Sucre | Estádio Universitario, San Nicolás de los Garza |
| 21:00 (UTC−5) | Rafael Sóbis 75' (pen) | Relatório | Cuesta 1'              | Árbitro: CHI Julio Bascuñán                     |

### Chave C
| 6 de maio     | Atlético Mineiro                          | 2 − 2     | Internacional           | Estádio Independência, Belo Horizonte |
| 22:00 (UTC−3) | Douglas Santos 14' · Leonardo Silva 90+4' | Relatório | López 2' · Valdívia 60' | Árbitro: COL Wilmar Roldán            |

| 13 de maio    | Internacional                               | 3 − 1     | Atlético Mineiro | Estádio Beira-Rio, Porto Alegre |
| 22:00 (UTC−3) | Valdívia 21' · D'Alessandro 45' · López 80' | Relatório | Pratto 58'       | Árbitro: CHI Julio Bascuñán     |

### Chave D
| 6 de maio     | Guaraní                      | 2 − 0     | Corinthians | Estádio Defensores del Chaco, Assunção |
| 18:45 (UTC−4) | Santander 60' · Contrera 81' | Relatório |             | Árbitro: URU Daniel Fedorczuk          |

| 13 de maio    | Corinthians | 0 − 1     | Guaraní         | Arena Corinthians, São Paulo |
| 22:00 (UTC−3) |             | Relatório | Fernández 90+1' | Árbitro: CHI Enrique Osses   |

### Chave E
| 7 de maio     | Montevideo Wanderers | 1 − 1     | Racing        | Estádio Gran Parque Central, Montevidéu |
| 18:45 (UTC−3) | Santos 54'           | Relatório | Fernández 86' | Árbitro: BRA Péricles Cortez            |

| 14 de maio    | Racing                | 2 − 1     | Montevideo Wanderers | Estádio El Cilindro, Avellaneda |
| 18:30 (UTC−3) | Camacho 15' · Bou 39' | Relatório | Olivera 88'          | Árbitro: COL Wilmar Roldán      |

### Chave F
| 5 de maio     | Estudiantes               | 2 − 1     | Santa Fe   | Estádio Ciudad de La Plata, La Plata |
| 20:45 (UTC−3) | Auzqui 20' · Carrillo 29' | Relatório | Morelo 80' | Árbitro: PAR Antonio Arias           |

| 12 de maio    | Santa Fe              | 2 − 0     | Estudiantes | Estádio El Campín, Bogotá |
| 19:30 (UTC−5) | Meza 33' · Rivera 79' | Relatório |             | Árbitro: ECU Carlos Vera  |

### Chave G
| 7 de maio     | Emelec                    | 2 − 0     | Atlético Nacional | Estádio Jocay, Manta         |
| 21:15 (UTC−5) | Herrera 40' · Bolaños 73' | Relatório |                   | Árbitro: BRA Ricardo Marques |

| 14 de maio    | Atlético Nacional | 1 − 0     | Emelec | Estádio Atanasio Girardot, Medellín |
| 21:30 (UTC−5) | Henríquez 60'     | Relatório |        | Árbitro: PER Víctor Carrillo        |

### Chave H
| 6 de maio     | São Paulo     | 1 − 0     | Cruzeiro | Estádio do Morumbi, São Paulo |
| 22:00 (UTC−3) | Centurión 82' | Relatório |          | Árbitro: PAR Carlos Amarilla  |

| 13 de maio    | Cruzeiro           | 1 − 0     | São Paulo | Estádio Mineirão, Belo Horizonte |
| 19:30 (UTC−3) | Leandro Damião 54' | Relatório |           | Árbitro: URU Andrés Cunha        |

|                                                                        |       | Penalidades                                           |  |
| Leandro Damião Marquinhos De Arrascaeta Henrique Manoel Gabriel Xavier | 4 – 3 | Rogério Ceni Ganso Souza Luís Fabiano Centurión Lucão |  |

## Quartas de final
| Chave | Equipe 1      | Total | Equipe 2    | Ida | Volta |
| ----- | ------------- | ----- | ----------- | --- | ----- |
| S1    | Cruzeiro      | 1–3   | River Plate | 1–0 | 0–3   |
| S2    | Tigres UNAL   | 2–1   | Emelec      | 0–1 | 2–0   |
| S3    | Internacional | 2–1   | Santa Fe    | 0–1 | 2–0   |
| S4    | Racing        | 0–1   | Guaraní     | 0–1 | 0–0   |

### Chave S1
| 21 de maio    | River Plate | 0 − 1     | Cruzeiro       | Estádio Monumental de Núñez, Buenos Aires |
| 22:00 (UTC−3) |             | Relatório | Marquinhos 81' | Árbitro: CHI Enrique Osses                |

| 27 de maio    | Cruzeiro | 0 − 3     | River Plate                               | Estádio Mineirão, Belo Horizonte |
| 22:00 (UTC−3) |          | Relatório | Sánchez 19' · Maidana 44' · Gutiérrez 51' | Árbitro: COL Wilmar Roldán       |

### Chave S2
| 19 de maio    | Emelec      | 1 − 0     | Tigres UNAL | Estádio Jocay, Manta            |
| 20:00 (UTC−5) | Bolaños 63' | Relatório |             | Árbitro: ARG Fernando Rapallini |

| 26 de maio    | Tigres UNAL                 | 2 − 0     | Emelec | Estádio Universitario, San Nicolás de los Garza |
| 20:00 (UTC−5) | Rafael Sóbis 5' · Rivas 79' | Relatório |        | Árbitro: PAR Enrique Cáceres                    |

### Chave S3
| 20 de maio    | Santa Fe       | 1 − 0     | Internacional | Estádio El Campín, Bogotá  |
| 20:00 (UTC−5) | Mosquera 90+1' | Relatório |               | Árbitro: ARG Néstor Pitana |

| 27 de maio    | Internacional             | 2 − 0     | Santa Fe | Estádio Beira-Rio, Porto Alegre |
| 19:30 (UTC−3) | Juan 2' · Mina 88' (g.c.) | Relatório |          | Árbitro: PER Víctor Carrillo    |

### Chave S4
| 21 de maio    | Guaraní     | 1 − 0     | Racing | Estádio Defensores del Chaco, Assunção |
| 18:45 (UTC−4) | Benítez 84' | Relatório |        | Árbitro: BRA Sandro Ricci              |

| 28 de maio    | Racing | 0 − 0     | Guaraní | Estádio El Cilindro, Avellaneda |
| 21:00 (UTC−3) |        | Relatório |         | Árbitro: URU Andrés Cunha       |

## Semifinais
Caso apenas dois times do mesmo país alcançassem às semifinais, os confrontos seriam alterados de forma a esses dois times se enfrentarem nessa fase, modificando os cruzamentos pré-determinados.  As datas foram divulgadas em 29 de maio, e as semifinais foram realizadas após a disputa da Copa América.
| Chave | Equipe 1    | Total | Equipe 2      | Ida | Volta |
| ----- | ----------- | ----- | ------------- | --- | ----- |
| F1    | Guaraní     | 1–3   | River Plate   | 0–2 | 1–1   |
| F2    | Tigres UNAL | 4–3   | Internacional | 1–2 | 3–1   |

### Chave F1
| 14 de julho   | River Plate            | 2 – 0     | Guaraní | Estádio Monumental de Núñez, Buenos Aires |
| 21:00 (UTC−3) | Mercado 59' · Mora 72' | Relatório |         | Árbitro: URU Daniel Fedorczuk             |

| 21 de julho   | Guaraní       | 1 – 1     | River Plate | Estádio Defensores del Chaco, Assunção |
| 20:00 (UTC−4) | Fernández 61' | Relatório | Alario 78'  | Árbitro: CHI Julio Bascuñán            |

### Chave F2
| 15 de julho   | Internacional                 | 2 – 1     | Tigres UNAL | Estádio Beira-Rio, Porto Alegre |
| 22:00 (UTC−3) | D'Alessandro 4' · Valdívia 9' | Relatório | Ayala 23'   | Árbitro: VEN José Argote        |

| 22 de julho   | Tigres UNAL                                    | 3 – 1     | Internacional | Estádio Universitario, San Nicolás de los Garza |
| 20:00 (UTC−5) | Gignac 17' · Geferson 40' (g.c.) · Arévalo 55' | Relatório | López 88'     | Árbitro: ECU Carlos Vera                        |

## Final
O campeão da Copa Libertadores 2015 garante o direito de participar da Copa do Mundo de Clubes da FIFA de 2015, a exceção dos clubes mexicanos que se classificam através da Liga dos Campeões da CONCACAF.
Além do Mundial de Clubes, o campeão adquire o direito de participar da Recopa Sul-Americana de 2016 contra o campeão da Copa Sul-Americana de 2015.
| Equipe 1    | Total | Equipe 2    | Ida | Volta |
| ----------- | ----- | ----------- | --- | ----- |
| River Plate | 3–0   | Tigres UNAL | 0–0 | 3–0   |

| 29 de julho   | Tigres UNAL | 0 – 0     | River Plate | Estádio Universitario, San Nicolás de los Garza |
| 20:00 (UTC−5) |             | Relatório |             | Árbitro: PAR Antonio Arias                      |

| 5 de agosto   | River Plate                                     | 3 – 0     | Tigres UNAL | Estádio Monumental de Núñez, Buenos Aires |
| 22:00 (UTC−3) | Alario 44' · Sánchez 74' (pen) · Funes Mori 78' | Relatório |             | Árbitro: URU Darío Ubríaco                |